# Maysville (Arkansas)
Maysville è un census-designated place (CDP) degli Stati Uniti d'America, situato in Arkansas, nella contea di Benton. Secondo il censimento del 2020 gli abitanti di Maysville ammontavano a 117.
Due siti di Maysville sono stati inseriti nel National Register of Historic Places: la Coats School e la Sellers Farm.

## Storia
Maysville è uno degli insediamenti più antichi della contea di Benton. La comunità prese il nome Maysville nel 1850.